# Troian Bellisario
Troian Avery Bellisario (Los Angeles, 28 de outubro de 1985) é uma atriz americana. Ela é mais conhecida por interpretar Spencer Hastings na série televisiva Pretty Little Liars.

## Vida pessoal
Troian é filha do famoso produtor de televisão Donald Bellisario e da atriz Deborah Pratt. Ela é irmã de Nicholas Bellisario e meia-irmã de Michael Bellisario, David Bellisario e Julie B. Watson. O ator Sean Murray e o produtor Chad W. Murray são seus irmãos por consideração, ou seja: adotivos. Troian frequentou a Universidade do Sul da Califórnia, graduando-se como BFA no teatro em 2009. Tem ascendência afro-americana, inglesa, italiana e sérvia. Além da língua inglesa, Bellisario é fluente em francês.
Após três anos de namoro, ficou noiva do ator Patrick J. Adams no dia 14 de fevereiro de 2014, sob a Torre Eiffel em Paris, França. No dia 10 de dezembro de 2016, eles se casaram em uma cerimônia em Santa Bárbara, California. E no dia 8 de outubro de 2018, Troian deu a luz a uma menina chamada Aurora Bellisario-Adams. Em 15 de maio de 2021, nasceu sua segunda filha, Elliot Rowena Adams.

## Início da carreira
Fez sua estreia no filme Last Rites de 1988, que foi escrito, dirigido e produzido por seu pai. Entre os anos 1990 e 2006, participou de cinco séries televisivas de seu pai: Quantum Leap, Tequila and Bonetti, JAG, First Monday e NCIS. Em 1998, participou do filme Billboard Dad estrelado pelas gêmeas Mary-Kate e Ashley Olsen.
Em novembro de 2009, foi escalada para o papel principal de Spencer Hastings na série televisiva Pretty Little Liars, que é baseada na série literária homônima de Sara Shepard. A série estreou em junho de 2010 e em pouco tempo conquistou milhões de seguidores e vários troféus, principalmente na cerimônia que coroa os favoritos dos adolescentes Teen Choice Awards, com cinco vitórias consecutivas na categoria Melhor Série de TV – Drama. A atração foi encerrada em junho de 2017 após o episódio final da sétima temporada.

## Filmografia

### Cinema
| Ano            | Título                             | Papel          | Nota                                    |
| Longa-metragem | Longa-metragem                     | Longa-metragem | Longa-metragem                          |
| -------------- | ---------------------------------- | -------------- | --------------------------------------- |
| 1988           | Last Rites                         | Filha do Nuzo  |                                         |
| 1998           | Billboard Dad                      | Kristen        | Diretamente em vídeo                    |
| 2010           | Consent                            | Amanda         |                                         |
| 2010           | Peep World                         | P.A.           |                                         |
| 2012           | Pleased to Meet You                | Carson         |                                         |
| 2013           | C.O.G.                             | Jennifer       |                                         |
| 2015           | Martyrs                            | Lucie          |                                         |
| 2016           | Sister Cities                      | Baltimore      | Telefilme                               |
| 2017           | Chuck Hank and the San Diego Twins | Claire         |                                         |
| 2017           | Feed                               | Olivia Grey    | Escritora e diretora                    |
| 2018           | Clara                              | Clara          |                                         |
| 2019           | Where'd You Go, Bernadette         | Becky          |                                         |
| 2022           | Doula                              | Deb            |                                         |
| Curta-metragem |                                    |                |                                         |
| 2006           | Unspoken                           | Jani           |                                         |
| 2007           | Archer House                       | Tatum          |                                         |
| 2009           | Intersect                          | Victoria       | [ 9 ]                                   |
| 2009           | Before the Cabin Burned Down       | Meg            |                                         |
| 2011           | A November                         | Namorada       |                                         |
| 2012           | The Come Up                        | Jessica        |                                         |
| 2012           | Joyful Girl                        | Belle          |                                         |
| 2013           | Exiles                             | Juliet         | Também roteirista e produtora executiva |
| 2014           | Immediately Afterlife              | Bennett        | [ 11 ]                                  |
| 2015           | Surf Noir                          | Lacey          | [ 12 ]                                  |
| 2015           | Amy                                | Amy            | [ 13 ]                                  |
| 2015           | Still a Rose                       | Juliet         | [ 14 ]                                  |
| 2019           | Like Turtles                       | Molly          |                                         |

### Televisão
| Ano     | Título              | Papel                         | Nota                                               |
| ------- | ------------------- | ----------------------------- | -------------------------------------------------- |
| 1990    | Quantum Leap        | Teresa Bruckner               | Temporada 2, Episódio 13                           |
| 1992    | Tequila and Bonetti | Teresa Garcia                 | Temporada 1, Episódio 3                            |
| 1998    | JAG                 | Erin Terry                    | Temporada 3, Episódio 18                           |
| 2002    | First Monday        | Kimberly Baron                | Temporada 1, Episódios 6 e 11                      |
| 2005–06 | NCIS                | Sarah McGee                   | Temporada 2, Episódio 20 / Temporada 4, Episódio 9 |
| 2010–17 | Pretty Little Liars | Spencer Hastings / Alex Drake | Elenco principal                                   |
| 2015    | Suits               | Claire                        | Temporada 4, Episódio 13 / Temporada 5, Episódio 8 |
| 2018    | Famous in Love      | -                             | Diretora                                           |
| 2019    | Good Trouble        | –                             | Diretora                                           |
| 2020    | Stumptown           | Jenna Marshall                | Episódio: "Til Dex Do Us Part"                     |
| 2022    | Celebrity Jeopardy! | Ela mesma                     | Concorrente                                        |
| 2023    | Plan B              | Miranda Delano                | 4 episódios                                        |
| 2025    | On Call             | Traci Harmon                  | Papel principal; 8 episódios                       |

### Web
| Ano     | Título                                        | Papel                | Nota                         |
| ------- | --------------------------------------------- | -------------------- | ---------------------------- |
| 2012–13 | Lauren                                        | Sargenta Lauren Weil | Elenco principal             |
| 2013    | Hey Tucker!                                   | Ela mesma            | Temporada 1, Episódios 2 e 3 |
| 2014    | Instagram Intervention with Troian Bellisario | Ela mesma            | [ 18 ]                       |
| 2014    | Pa-gents with Chris Pine                      | Cathryn Crest        | [ 19 ]                       |

## Prêmios
| Ano  | Prêmio                   | Categoria                                                                  | Trabalho            | Resultado |
| ---- | ------------------------ | -------------------------------------------------------------------------- | ------------------- | --------- |
| 2010 | Vison Fest               | Best Acting (Female Lead)                                                  | Consent             | Venceu    |
| 2010 | FirstGlance Philadelphia | Best Actress                                                               | Consent             | Venceu    |
| 2011 | Young Hollywood Awards   | Cast to Watch (compartilhado com Ashley Benson, Lucy Hale e Shay Mitchell) | Pretty Little Liars | Venceu    |
| 2011 | Teen Choice Awards       | Choice Summer TV Star: Female                                              | Pretty Little Liars | Indicada  |
| 2012 | Teen Choice Awards       | Choice Summer TV Star: Female                                              | Pretty Little Liars | Venceu    |
| 2013 | IAWTV Awards             | Best Female Performance (Drama)                                            | Lauren              | Indicada  |
| 2013 | New York Festivals       | Best Performance by an Actress                                             | Lauren              | Venceu    |
| 2013 | Streamy Awards           | Best Female Performance (Drama)                                            | Lauren              | Indicada  |
| 2013 | Teen Choice Awards       | Choice TV Actress: Drama                                                   | Pretty Little Liars | Venceu    |
| 2014 | Teen Choice Awards       | Choice TV Actress: Drama                                                   | Pretty Little Liars | Indicada  |
| 2015 | Teen Choice Awards       | Choice Summer TV Star: Female                                              | Pretty Little Liars | Indicada  |
| 2016 | Teen Choice Awards       | Choice TV Actress: Drama                                                   | Pretty Little Liars | Indicada  |